# Hreinn Halldórsson
Hreinn Halldórsson (ur. 3 marca 1949) – islandzki lekkoatleta, który specjalizował się w pchnięciu kulą.
W 1974 został międzynarodowym mistrzem Szkocji oraz odpadł w eliminacjach podczas mistrzostw Europy, a dwa lata później także na eliminacjach zakończył występ w igrzyskach olimpijskich. Największy sukces w karierze odniósł w 1977 kiedy został halowym mistrzem Europy. Uplasował się na siódmym miejscu czempionatu Starego Kontynentu w Pradze (1978) oraz na dziesiątej lokacie igrzysk olimpijskich w Moskwie (1980). Medalista mistrzostw Islandii, były rekordzista kraju oraz reprezentant Islandii w pucharze Europy.
Rekordy życiowe: stadion – 21,09 m (4 lipca 1977, Sztokholm); hala – 20,59 m (13 marca 1977, San Sebastián)

## Osiągnięcia
| Rok  | Impreza                   | Miejsce            | Pozycja           | Wynik |
| ---- | ------------------------- | ------------------ | ----------------- | ----- |
| 1974 | Mistrzostwa Europy        | Rzym               | el. – 16. miejsce | 18,28 |
| 1975 | Eliminacje pucharu Europy | Lizbona            | 1. miejsce        | 18,73 |
| 1976 | Halowe mistrzostwa Europy | Monachium          | 9. miejsce        | 18,41 |
| 1976 | Igrzyska olimpijskie      | Montreal           | el. – 15. miejsce | 18,93 |
| 1977 | Halowe mistrzostwa Europy | San Sebastián      | 1. miejsce        | 20,59 |
| 1977 | Eliminacje pucharu Europy | Kopenhaga-Søllerød | 1. miejsce        | 20,54 |
| 1978 | Mistrzostwa Europy        | Praga              | 7. miejsce        | 19,34 |
| 1979 | Eliminacje pucharu Europy | Luksemburg         | 1. miejsce        | 19,44 |
| 1980 | Igrzyska olimpijskie      | Moskwa             | 10. miejsce       | 19,55 |
| 1981 | Halowe mistrzostwa Europy | Grenoble           | 6. miejsce        | 19,15 |
| 1981 | Eliminacje pucharu Europy | Esch-sur-Alzette   | 1. miejsce        | 19,69 |